# Lough Tay
Le Lough Tay est un petit lac glaciaire du comté de Wicklow en Irlande, situé au sud-ouest de Djouce dans les montagnes de Wicklow.
C'est le lieu de tournage de la série canado-irlandaise Vikings pour le village de Kattegat (bien qu'une partie se fasse en studio).